# Omphalophora fasciata
Omphalophora fasciata är en tvåvingeart som först beskrevs av Friedrich Hermann Loew 1870.  Omphalophora fasciata ingår i släktet Omphalophora och familjen snäppflugor. Inga underarter finns listade i Catalogue of Life.